# San Cebrián de Castro (kommunhuvudort)
San Cebrián de Castro är en kommunhuvudort i Spanien.   Den ligger i provinsen Provincia de Zamora och regionen Kastilien och Leon, i den nordvästra delen av landet, 220 km nordväst om huvudstaden Madrid. San Cebrián de Castro ligger 688 meter över havet och antalet invånare är 326.
Terrängen runt San Cebrián de Castro är platt. Runt San Cebrián de Castro är det glesbefolkat, med 11 invånare per kvadratkilometer. Närmaste större samhälle är Monfarracinos, 17,3 km söder om San Cebrián de Castro. Trakten runt San Cebrián de Castro består till största delen av jordbruksmark.